# Михаил Паскалев
Михаил Христов Паскалев е български дипломат и политик, заместник-министър на външната търговия.

## Биография
Михаил Паскалев е роден през 1913 година в Ксанти, днес в Гърция, в семейство, току-що емигрирало от костурското село Нестрам. Завършва висше икономическо образование във Варна. Работи като директор на Регионалния кооперативен съюз - Пловдив. Посланик е в Белгия и пълномощен министър в Люксембург (1965 - 1970), и в Холандия (1968 - 1969) със седалище в Брюксел. По-късно е директор на „Булгарплодекспорт“ и началник на управление „Износ“. След това става заместник-министър на външната търговия на Народна република България.